# Carlos Eduardo

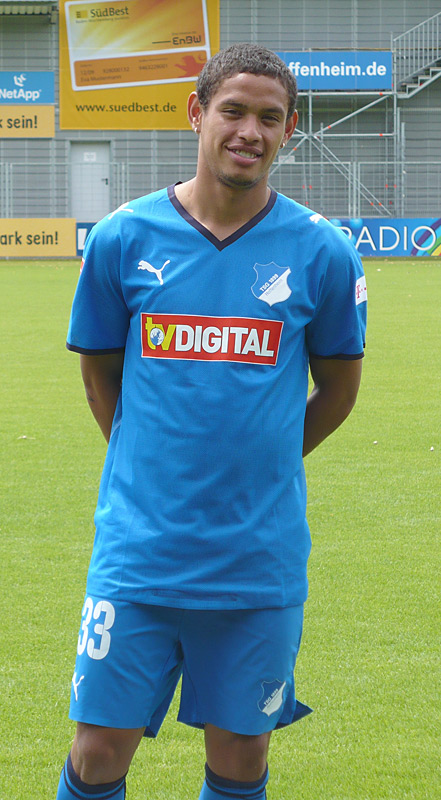
Carlos Eduardo

Carlos Eduardo, född 18 juli 1987, är en fotbollsspelare från Brasilien som spelar i ryska Rubin Kazan dit han kom 2010 från 1899 Hoffenheim. Han har spelat i Brasilianska U-20 landslaget i Sydamerikanska turneringen. Där hamnade Brasilien dock på en bronsplats efter att ha förlorat mot Argentina med hela 4-1. Carlos Eduardo stod för Brasiliens enda mål.